# Corpus Inscriptionum et Monumentorum Religionis Mithriacae
Corpus Inscriptionum et Monumentorum Religionis Mithriacae (o CIMRM) és una col·lecció de dos volums d'inscripcions i monuments relacionats principalment amb els Misteris de Mitra. Va ser compilat per Maarten Jozef Vermaseren i publicat a La Haia per Martinus Nijhoff, 1956, 1960 en 2 volums. La publicació va ser patrocinada per l'Acadèmia Reial Flamenca (KVAB), i l'Organització Holandesa per a la Investigació Pura (NWO). Es basa en una obra anterior del mateix títol de 1947 que va començar com a entrada en un concurs organitzat pel Departament de Belles Arts i Literatura de l'Acadèmia Flamenca.
Es considera «una obra indiscriminant», amb «una ziga-zaga topogràfic imprevisible», però segueix sent indispensable per al seu accés a la gran part de l'evidència arqueològica. Encara que ara té 58 anys, no s'ha publicat cap corpus actualitzats des de Vermaseren, i el CIMRM continua sent el catàleg estàndard de referència d'inscripcions i monuments dels Misteris de Mitra.
Entre 1960 i el moment de la seva mort el 1990, Vermaseren havia acumulat una quantitat substancial de material per a un tercer volum del CIMRM. Després de la seva mort, aquesta col·lecció es va traslladar a un erudit holandès, i es va perdre el rastre del material. L'agost de 2004, Richard Gordon va publicar una crida a la pàgina web d'Electronic Journal of Mithraic Studies, sol·licitant informació sobre el parador del material.